# ويليام كوبر (سياسي)
ويليام كوبر (بالإنجليزية: William Cooper)‏ هو قاضي ومحامي وسياسي أمريكي، ولد في 2 ديسمبر 1754 في الولايات المتحدة، وتوفي في 22 ديسمبر 1809 بألباني في الولايات المتحدة. حزبياً، نشط في الحزب الفيدرالي الأمريكي. انتخب عضو مجلس النواب الأمريكي.